# NGC 712
NGC 712 este o galaxie lenticulară situată în constelația Andromeda. A fost descoperită în octombrie 1828 de către John Herschel. Se află la o distanță de 66,68 de megaparseci de Pământ.